# Radiovågor

Animation av en halvvågsdipolantenn som utstrålar radiovågor, som visar de elektriska fältlinjerna. Antennen i mitten är två vertikala metallstänger anslutna till en radiosändare (ej visad). Sändaren applicerar en växelström till stavarna, som laddar dem växelvis positiv (+) och negativ (−). Slingor av elektriskt fält lämnar antennen och färdas iväg med ljusets hastighet, vilket här är radiovågorna. I animationen visas förloppet extremt nedsaktat.

Radiovågor eller radiosignal är den mest lågfrekventa formen av elektromagnetisk strålning. Radiovågor har vanligtvis frekvenser under 300 gigahertz (GHz) och våglängder större än 1 millimeter, ungefär motsvarande diametern av ett riskorn. Radiovågor med frekvenser över cirka 1 GHz och våglängder kortare än 30 centimeter kallas mikrovågor. Liksom alla elektromagnetiska vågor rör sig radiovågor i vakuum med ljusets hastighet och i jordens atmosfär med en något lägre hastighet. Radiovågor alstras av laddade partiklar som genomgår acceleration, som tidsvarierande elektriska strömmar. Naturligt förekommande radiovågor sänds ut av blixtar och astronomiska objekt och är en del av den svartkroppsstrålning som skickas ut av alla varma föremål.

## Teknik

Diagram över de elektriska fälten (E) och magnetfälten (H) för radiovågor som sänds ut av en monopol radiosändarantenn (liten mörk vertikal linje i mitten). E- och H-fälten är vinkelräta, vilket antyds av fasdiagrammet i det nedre högra hörnet.

### Generering och mottagning

Animerat diagram över en halvvågsdipolantenn som tar emot en radiovåg. Antennen består av två metallstänger kopplade till en mottagare R. Det elektriska fältet (E, gröna pilar) för den inkommande vågen resulterar i oscillering av elektronerna i stavarna, vilket laddar ändarna omväxlande positiva (+) och negativa (−). Eftersom antennens längd är en halv våglängd av vågen, inducerar det oscillerande fältet stående vågor av spänning (V, representerad av rött band) och ström i stavarna. De oscillerande strömmarna (svarta pilar) flyter nedför transmissionsledningen och genom mottagaren (representerad av motståndet R).

Radiovågor utstrålas av laddade partiklar när de accelereras. Naturliga källor för radiovågor är radiobrus som produceras av blixtnedslag och andra naturliga processer i jordens atmosfär, och astronomiska radiokällor i rymden som solen, galaxer och nebulosor. Alla varma föremål utstrålar högfrekventa radiovågor (mikrovågor) som en del av dess svartkroppsstrålning. 
Radiovågor produceras artificiellt av tidsvarierande elektriska strömmar, bestående av elektroner som flödar fram och tillbaka i en speciellt formad metalledare som kallas antenn. En elektronisk enhet som kallas radiosändare applicerar oscillerande elektrisk ström till antennen, och antennen utstrålar kraften som radiovågor. Radiovågor tas emot av en annan antenn som är ansluten till en radiomottagare. När radiovågorna träffar mottagarantennen trycker de elektronerna i metallen fram och tillbaka, vilket skapar små oscillerande strömmar som tas upp av mottagaren. 
Inom kvantmekaniken kan radiovågor, liksom annan elektromagnetisk strålning som exempelvis ljus, alternativt betraktas som strömmar av oladdade elementarpartiklar som kallas fotoner. I en antenn som sänder ut radiovågor sänder elektronerna i antennen ut energin i diskreta paket som kallas radiofotoner, och i en mottagande antenn absorberar elektronerna energin från dessa radiofotoner. En antenn är en koherent sändare av fotoner, som en laser, så alla radiofotoner är i fas. Enligt Plancks förhållande {\displaystyle E=h\nu } är emellertid energin hos enskilda radiofotoner extremt liten, från 10−22 till 10−30 joule. Antennen till även en sändare med mycket låg effekt sänder därför varje sekund ut ett enormt antal fotoner. Förutom vissa molekylära elektronövergångsprocesser, såsom atomer i en maser som sänder ut mikrovågsfotoner, betraktas radiovågsemission och -absorption därför vanligtvis som en kontinuerlig klassisk process, styrd av Maxwells ekvationer.

### Egenskaper
Radiovågor färdas i vakuum med ljusets hastighet {\displaystyle c}. När de passerar genom ett materialmedium bromsas de, beroende på mediets permeabilitet och permittivitet. Luften är så svag att radiovågor i jordens atmosfär färdas med nästan ljusets hastighet.
Våglängden {\displaystyle \lambda } är avståndet från en topp av vågens elektriska fält till nästa, och är omvänt proportionell mot frekvensen {\displaystyle f} av vågen. Förhållandet mellan frekvens och våglängd i en radiovåg som färdas i vakuum eller luft är
{\displaystyle \lambda ={\frac {\;c\;}{f}}~,}
där
{\displaystyle c\approx 2.9979\times 10^{8}{\text{ m/s}}~.}
På motsvarande sätt är {\displaystyle c} avståndet som en radiovåg färdas i vakuum på en sekund 299 792 458 meter, vilket är våglängden för en 1 hertz radiosignal. En 1 megahertz radiovåg (mitten av AM-bandet) har en våglängd på 299,79 meter.

### Mått
Eftersom radiofrekvent strålning har både en elektrisk och en magnetisk komponent, är det ofta bekvämt att uttrycka strålningsfältets intensitet i termer av enheter specifika för varje komponent. Enheten volt per meter (V/m) används för den elektriska komponenten, och enheten ampere per meter (A/m) används för den magnetiska komponenten. Man kan tala om ett elektromagnetiskt fält, och dessa enheter används för att ge information om nivåerna av elektrisk och magnetisk fältstyrka på en mätplats.
En annan vanlig enhet för att karakterisera ett RF-elektromagnetiskt fält är effekttäthet. Effekttäthet används mest exakt när mätpunkten är tillräckligt långt bort från RF-sändaren för att placeras i vad som kallas fjärrfältszonen för strålningsmönstret. Närmare sändaren, det vill säga i "närfältszonen", kan de fysiska förhållandena mellan de elektriska och magnetiska komponenterna i fältet vara komplexa, och det är bäst att använda fältstyrkeenheterna som nämnts ovan. Effekttätheten mäts i termer av effekt per ytenhet, till exempel med enheten milliwatt per kvadratcentimeter (mW/cm2). När man talar om frekvenser i mikrovågsområdet och högre används effekttäthet vanligtvis för att uttrycka intensitet, eftersom de exponeringar som kan inträffa sannolikt skulle befinna sig i fjärrfältszonen.

## Upptäckt och användning
Radiovågor förutspåddes först genom teorin om elektromagnetism som föreslogs 1867 av den skotske matematiska fysikern James Clerk Maxwell. Hans matematiska teori, numera kallad Maxwells ekvationer, förutspådde att ett kopplat elektriskt och magnetiskt fält kunde färdas genom rymden som en "elektromagnetisk våg". Maxwell föreslog att ljus bestod av elektromagnetiska vågor med mycket kort våglängd. 
År 1887 demonstrerade den tyske fysikern Heinrich Hertz beteendet hos Maxwells elektromagnetiska vågor genom att experimentellt generera elektromagnetiska vågor med lägre frekvens än ljus – radiovågor – i sitt laboratorium. Han visade att de hade samma vågegenskaper som ljus: stående vågor, brytning, diffraktion och polarisering. 
Den italienske uppfinnaren Guglielmo Marconi utvecklade de första praktiska radiosändarna och mottagarna runt 1894–1895. Han fick för sitt radioarbete 1909 års Nobelpris i fysik. Radiokommunikation började användas kommersiellt omkring 1900. Den moderna termen "radiovåg" ersatte omkring 1912 det ursprungliga namnet "Hertzian wave". 

### Tillämpningar
Radiovågor används mycket i modern teknik för fast och mobil radiokommunikation, sändning, radar och radionavigeringssystem, kommunikationssatelliter, trådlösa datornätverk och många andra applikationer. Långvågssändare har stor räckvidd då strålningen i viss utsträckning följer jordytan. De mycket korta våglängderna, de som används för till exempel TV och frekvensmodulerad ultrakortvågsradio (FM UKV), har räckvidd som i huvudsak är densamma som det optiska siktavståndet från sändarantenn till mottagarantenn. Mellan- och kortvåg intar en mellanställning.
Vissa skikt i atmosfären kan reflektera radiovågorna och på så sätt förlänga räckvidden betydligt.

## Juridisk reglering
För att förhindra störningar mellan olika användare är den artificiella genereringen och användningen av radiovågor strikt reglerad i lag och samordnad av ett internationellt organ vid namn International Telecommunication Union (ITU). Här definieras radiovågor som "elektromagnetiska vågor av frekvenser som är godtyckligt lägre än 3000 GHz, fortplantas i rymden utan konstgjord styrning". Radiospektrumet delas in i ett antal radioband på basis av frekvens, allokerade till olika användningsområden. Högre frekvens och kortare våglängd hos radiovågor kallas mikrovågor. 
Den svenska Lagen om elektronisk kommunikation (SFS 2003:389) definierar radiovågor som elektromagnetiska vågor med frekvenser från 9 kilohertz till 3 terahertz som breder ut sig utan särskilt anordnad ledare.
Elektromagnetisk strålning kan vara hälsovådlig. Användningen av den behandlas därför i Strålskyddslagen.